# Ezio Auditore da Firenze
Ezio Auditore da Firenze é um personagem da série de jogos Assassin’s Creed. Ele é o ancestral de Desmond Miles e Clay Kaczmarek.

## Biografia
Ezio Auditore da Firenze (nascido em 24 de junho de 1459) é um personagem e nobre da série Assassin's Creed nascido na cidade de Firenze (Florença) durante o Renascimento italiano e, sem a maioria dos historiadores e filósofos saber, um influente membro da Ordem dos Assassinos. Ele não sabia sobre sua herança assassina até seus 17 anos, quando, após o assassinato de seu pai Giovanni e dos dois irmãos, Federico e Petruccio, Ezio fugiu de Firenze (Florença) com sua mãe Maria e sua irmã Claudia. Saindo de Firenze, Ezio acaba encontrando mercenários liderados por Vieri de Pazzi, rival de Ezio e acaba sendo salvo por Mario Auditore, tio de Ezio. Mario então leva Ezio e sua família para a Villa Auditore na cidade de Monteriggioni na região de Toscana.
Depois de ter sido treinado por seu tio, Ezio prosseguiu em sua busca de vingança contra o Grão-Mestre dos Templários, Rodrigo Bórgia, que ordenou a execução de seu pai e dos dois irmãos. Durante sua busca por vingança, Ezio conseguiu não só unir todas as Páginas do Códice, pela primeira vez desde Domenico Auditore, salvou também as cidades de Florença e Veneza dos Templários que iriam garantir o futuro à viagem de Cristovão Colombo ao "Novo Mundo", e trazer os ideais renascentistas e para a ordem assassina à cidade de Roma e recuperou a Maçã de Eden, um artefato poderoso criado por uma civilização que precede os seres humanos atuais que estava em poder de Rodrigo Borgia. 
Nos anos seguintes, a cidade de Monteriggioni foi atacada por Cesar Bórgia, filho de Rodrigo Bórgia, para se vingar da derrota que sua família sofreu nas mãos de Ezio. Neste ataque, Mario foi assassinado e Ezio partiu numa jornada para vingar seu tio. Sendo aconselhado por Nicolau Maquiavel, Ezio fortaleceu a ordem dos assassinos em Roma, tornando-se Mestre Assassino e Mentor da Ordem dos Assassinos. Baseando-se no credo, "Nada é verdade, tudo é permitido", ele treinou homens e mulheres, e com isso recuperou a cidade de Roma que estava nas mãos dos templários liderados por Cesar Bórgia e matou o próprio Cesar. Nos anos seguintes, Ezio (agora bem mais velho), partiu para a antiga fortaleza síria dos Assassinos em Masyaf, em busca da antiga biblioteca secreta de Altaïr. Para abrir a biblioteca, Ezio precisou de cinco chaves que foram escondidas em Constantinopla e foi lá que ele conheceu sua futura esposa, Sofia Sartor. Ezio aposentou-se da ordem após abrir a biblioteca de Altair em 1512. Ezio casou com Sofia e teve dois filhos, Marchello e Flavia. Com a saúde já debilitada, Ezio morreu pacificamente sentado em um banco numa praça em Florença (no ano de 1524) aos 65 anos devido a um infarto. 